# 朝日峠
朝日峠（あさひとうげ）は、茨城県土浦市と石岡市の境にある標高282mの峠。筑波連山南部に掛かる峠の一つで、西の朝日山(301.8m)と東の雪入山(391m)の間に位置する。表筑波スカイラインに、山越えの広域営農団地農道八郷線（フルーツライン）が合流する。冬季はしばしば凍結により通行止めとなるため迂回路の朝日トンネルが建設され、2012年11月12日に開通した。周辺は、水郷筑波国定公園に指定されている。

## 概要
朝日峠は、茨城県土浦市と石岡市の境を東西に連なる筑波連山南部に掛かる峠で、筑波連山の稜線を東に走ってきた表筑波スカイラインが、北の石岡市から山越えの広域営農団地農道八郷線（フルーツライン）と合流し、南の土浦市側に下っている。
峠の西側には、標高301.8mの朝日山(三等三角点「小野越峠」)があり、峠から山頂周辺にかけては「朝日峠展望公園」として整備されている。公園の展望台（朝日山山頂）からは、関東平野や霞ヶ浦を一望、更に空気の澄んだ日には東京の高層ビル群や富士山も遠望できる。

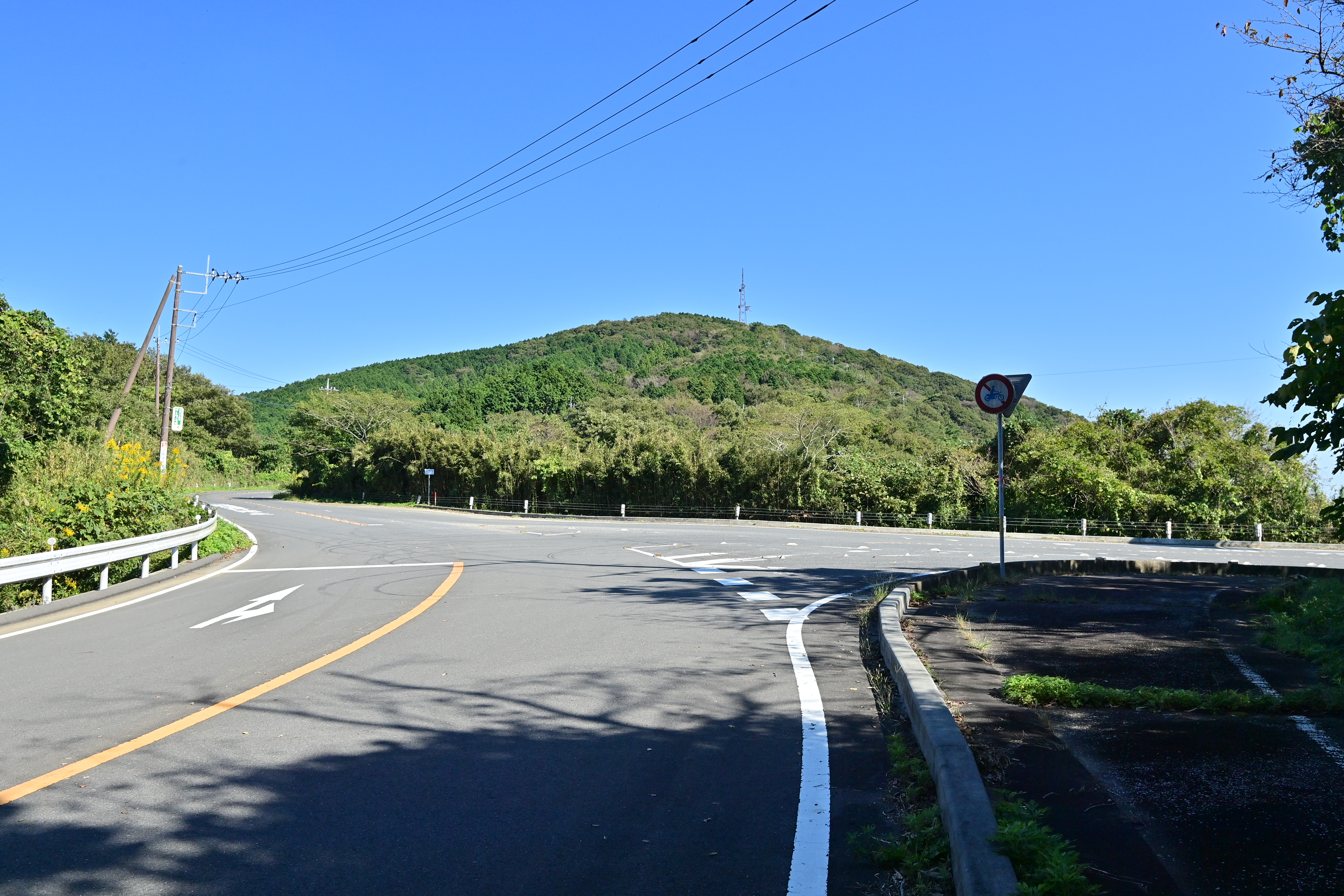
朝日峠の表筑波スカイラインとフルーツラインの合流点（茨城県石岡市）
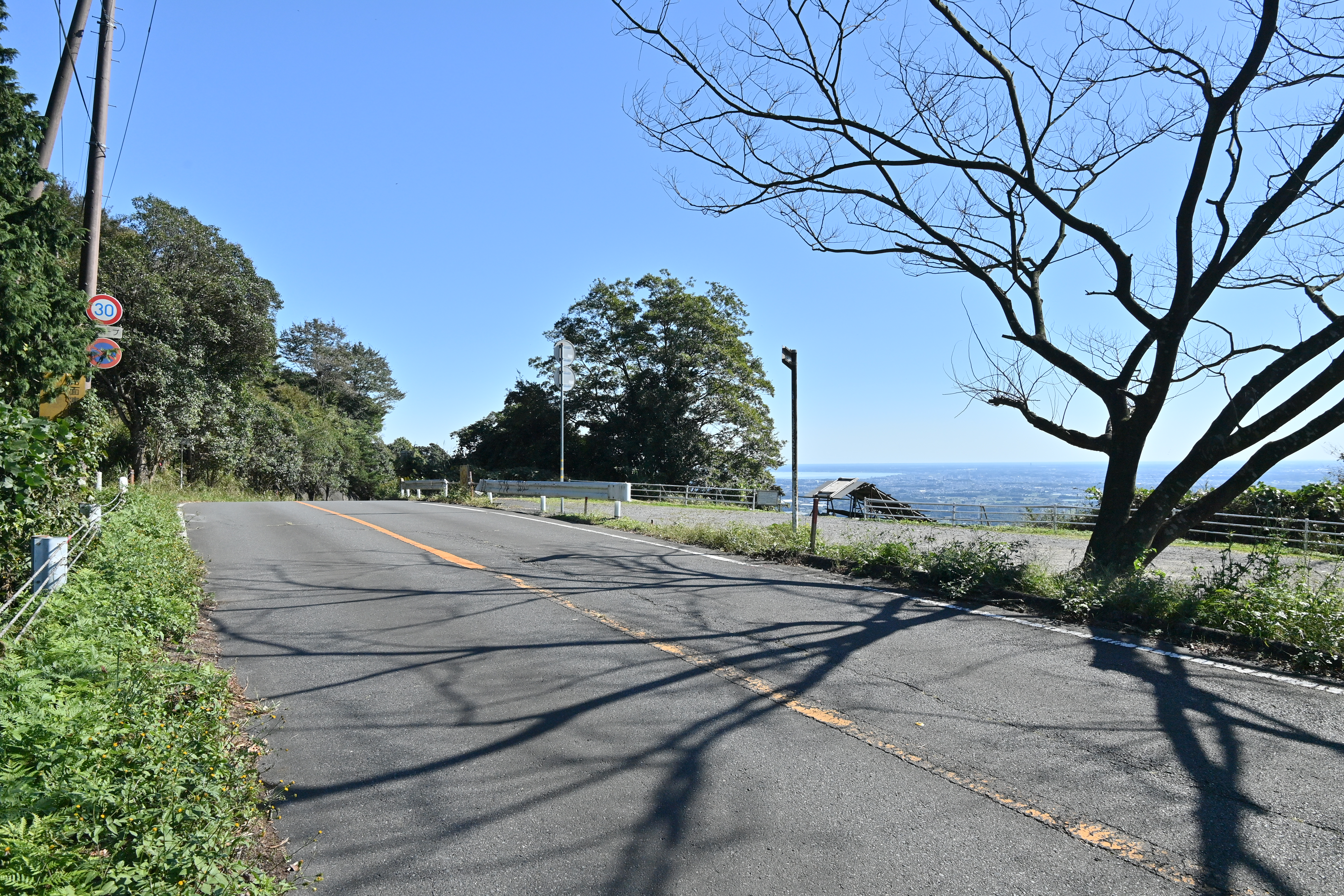
朝日峠付近のフルーツライン
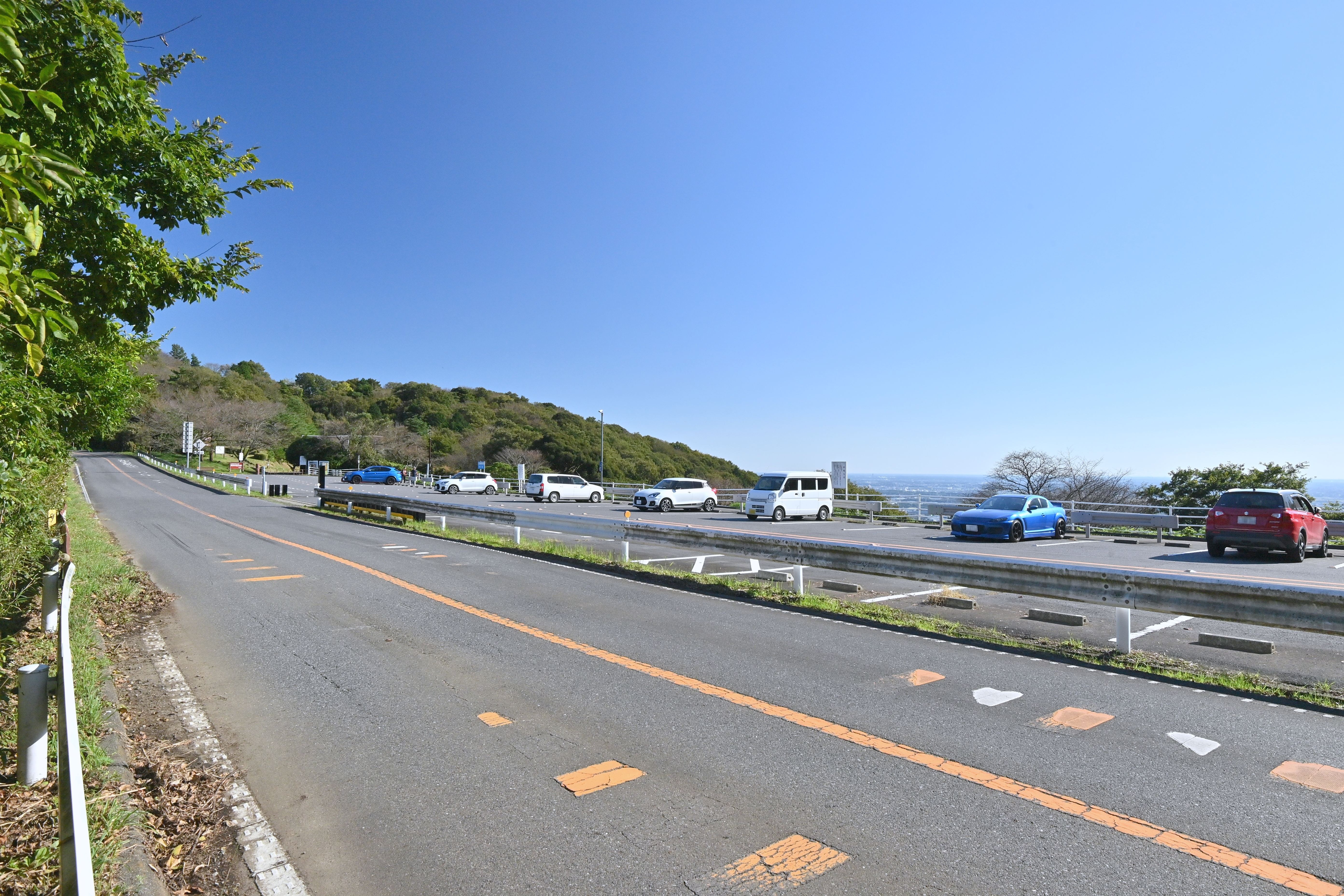
朝日峠駐車場と朝日峠展望公園

## 歴史
朝日峠の旧峠は、朝日山の西側（朝日山と小町山の間）にあり、標高は262m。土浦市小野と石岡市柴内を繋ぐ山道の峠で、旧道は直線状の急勾配であった。柴内側から駄馬で木炭などを土浦へ運んでいたそうである。現在、旧峠付近は朝日峠展望公園の駐車場（朝日峠駐車場）となっている。
旧峠は、地元では小野越峠と呼ばれており、平安時代の歌人小野小町が越えたという伝説が残されている。小野小町は京から東北に旅する途中で清滝観音（土浦市小野）を参詣した際、病気で倒れてしまう。この峠を越えて北向山観音（石岡市小野越）で祈願するも、病気は回復せずに亡くなったとされる。南麓の土浦市小野地区には小野小町の墓とされる五輪塔が残されている。

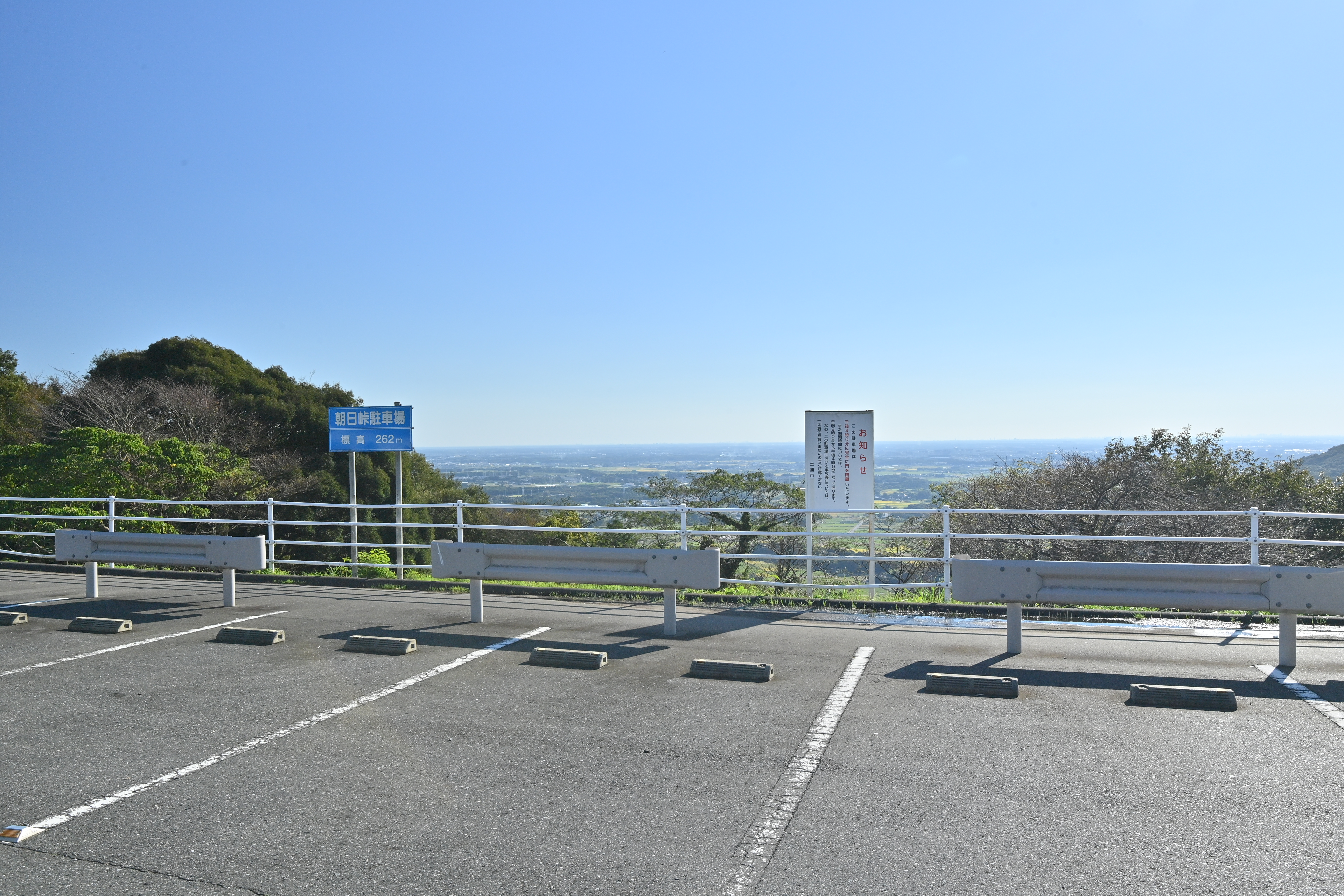
旧朝日峠（小野越峠）にある朝日峠駐車場。標高は262m。

## 周辺
筑波連山周辺はスカイスポーツが盛んであり、朝日峠付近の稜線にはハングライダーやパラグライダーなどの離陸場が複数設置されている。南麓の土浦市小野地区などには着陸場もある。
南麓の土浦市小野には小野小町の墓があるため、町興しで「小野小町の里」として資料館などの施設が建設され、麓から旧朝日峠(小野越峠)や朝日峠展望公園、朝日山、小町山、鬼越山などへ到る登山道も整備された。

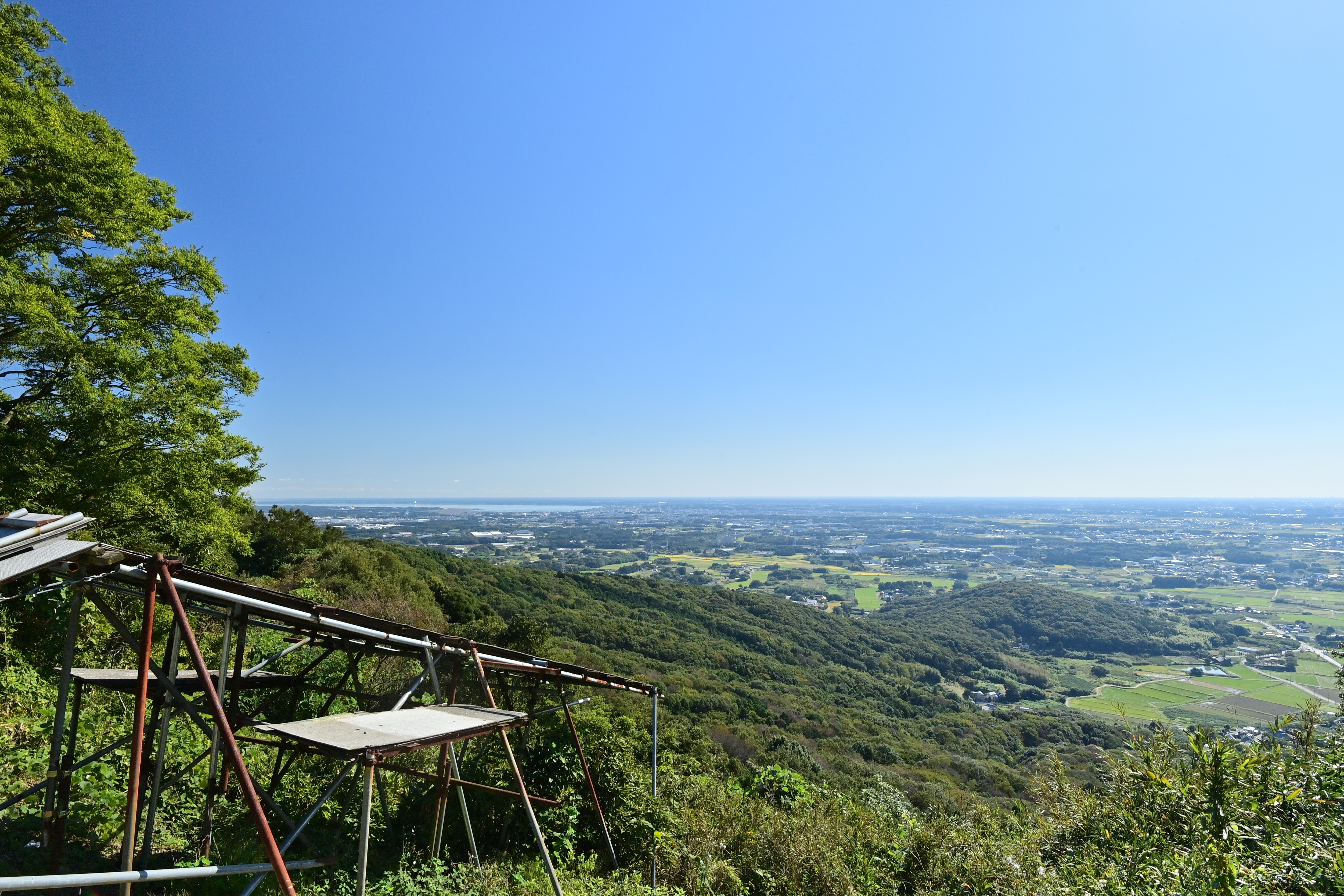
朝日峠付近から土浦市街地への眺望。パラグライダーの離陸場が設置されている。

## 交通規制
1980年代に雑誌に取り上げられて全国的に知られることとなり、ローリング族の死亡事故が多発し、二輪車通行禁止となった。
2013年頃より、石岡市八郷地区方面に向かう道（広域営農団地農道八郷線）が路面崩壊で通行止になっていたが、路面修復工事が完了し2018年12月19日に通行止が解除された。

## 暴走行為防止対策
急カーブの路面には暴走行為防止の目的で凸凹が設けられている。アーケードゲーム「頭文字D ARCADE STAGE」内のコース「筑波」は朝日峠であるが、現実にはゲーム内のような走行はできなくなっている。